# Keita Suzuki
Keita Suzuki (鈴木 啓太, Suzuki Keita) est un footballeur japonais né le 8 juillet 1981 dans la préfecture de Shizuoka au Japon.